# Darrell Arthur
Darrell Antwonne Arthur (Dallas, Texas, 25 de marzo de 1988) es un exjugador de baloncesto estadounidense que disputó nueve temporadas en la NBA. Mide 2,06 metros de altura, y jugaba en la posición de ala-pívot. Fue campeón con la NCAA con la Universidad de Kansas en 2008. Es primo del exjugador Quinton Ross.

## Trayectoria deportiva

### Universidad
Arthur jugó durante dos temporadas con los Jayhawks de la Universidad de Kansas. En su primera temporada, jugando al lado del que sería primera ronda del Draft de la NBA de 2007 Julian Wright, promedió 9,8 puntos y 4,7 rebotes en 19 minutos de juego, siendo además el líder del equipo en tapones, consiguiendo 1,5 por partido. Fue elegido en el mejor quinteto freshman de la Big 12 Conference.
En su segunda y última temporada fue el segundo máximo anotador del equipo (12,8 puntos por partido) y el segundo máximo reboteador (6,3), acabando en cuarta posición de la Big-12 en porcentaje de tiros de campo (54,3%). Llegó con su equipo a la final de la NCAA, en la que se erigió como líder de los Jayhawks ante la Universidad de Memphis, consiguiendo 20 puntos y 10 rebotes, anotando 9 de 13 de tiros de campo. Fue elegido en el mejor quinteto de la Big 12. Durante su trayectoria en Kansas llevó en la camiseta el número 00 (doble 0), que no había portado nadie desde Greg Ostertag.
En el total de su trayectoria como universitario promedió 11,3 puntos y 5,5 rebotes por partido, con un porcentaje de tiro del 54,1%.

### Selección nacional
Fue elegido para representar a su país con la selección de Estados Unidos en los Campeonatos del Mundo sub-19 celebrados en Novi Sad (Serbia), pero no pudo jugar por una rotura en su pierna izquierda.

### Profesional
Fue elegido en la vigesimoséptima posición del Draft de la NBA de 2008 por New Orleans Hornets, pero fue inmediatamente traspasado a Portland Trail Blazers a cambio de dinero, los cuales lo traspasaron a su vez a Houston Rockets a cambio de los derechos del francés Nicolas Batum, elegido en el puesto 25. Poco después, los Rockets lo traspasaron de nuevo, esta vez a los Memphis Grizzlies a cambio de Donte' Greene, elegido en el mismo draft en el puesto 28. El 8 de julio de ese mismo año firmó contrato por los Grizzlies.
El 28 de junio de 2013, fue traspasado a Denver Nuggets junto con los derechos del draft sobre Joffrey Lauvergne, a cambio de Kosta Koufos.
El 13 de julio de 2018 fue traspasado, junto con Kenneth Faried, una primera ronda del draft protegida de 2019 y una segunda ronda de 2020 a los Brooklyn Nets a cambio de Isaiah Whitehead. siete días más tarde fue traspasado a Phoenix Suns a cambio de Jared Dudley y una segunda ronda del draft de 2021.

## Estadísticas de su carrera en la NBA

### Temporada regular
| Año     | Equipo  | PJ  | PT  | MPP  | %TC  | %3P  | %TL  | RPP | APP | ROB | TPP | PPP |
| ------- | ------- | --- | --- | ---- | ---- | ---- | ---- | --- | --- | --- | --- | --- |
| 2008-09 | Memphis | 76  | 64  | 19.3 | .438 | .000 | .667 | 4.6 | .6  | .7  | .7  | 5.6 |
| 2009-10 | Memphis | 32  | 1   | 14.3 | .432 | .000 | .567 | 3.4 | .5  | .4  | .4  | 4.5 |
| 2010-11 | Memphis | 80  | 9   | 20.1 | .497 | .000 | .813 | 4.3 | .7  | .7  | .8  | 9.1 |
| 2012-13 | Memphis | 59  | 3   | 16.4 | .451 | .278 | .717 | 2.9 | .6  | .4  | .6  | 6.1 |
| 2013-14 | Denver  | 68  | 1   | 17.1 | .395 | .375 | .855 | 3.1 | .9  | .6  | .7  | 5.9 |
| 2014-15 | Denver  | 58  | 4   | 17.0 | .404 | .236 | .780 | 2.9 | 1.0 | .8  | .4  | 6.6 |
| 2015-16 | Denver  | 70  | 16  | 21.7 | .452 | .385 | .755 | 4.2 | 1.4 | .8  | .7  | 7.5 |
| 2016-17 | Denver  | 41  | 7   | 15.6 | .442 | .453 | .864 | 2.7 | 1.0 | .5  | .5  | 6.4 |
| 2017-18 | Denver  | 19  | 1   | 7.4  | .468 | .348 | .667 | .8  | .5  | .4  | .2  | 2.8 |
| Total   | Total   | 503 | 106 | 17.8 | .444 | .352 | .765 | 3.5 | .8  | .6  | .6  | 6.5 |

### Playoffs
| Año   | Equipo  | PJ | PT | MPP  | %TC  | %3P   | %TL  | RPP | APP | ROB | TPP | PPP |
| ----- | ------- | -- | -- | ---- | ---- | ----- | ---- | --- | --- | --- | --- | --- |
| 2011  | Memphis | 13 | 0  | 15.5 | .459 | 1.000 | .765 | 2.2 | .5  | .5  | .9  | 7.1 |
| 2013  | Memphis | 15 | 0  | 11.7 | .472 | .000  | .889 | 2.5 | .4  | .1  | .3  | 3.9 |
| Total | Total   | 28 | 0  | 13.4 | .464 | .333  | .808 | 2.4 | .5  | .3  | .6  | 5.4 |